# San Francesco (Arezzo)

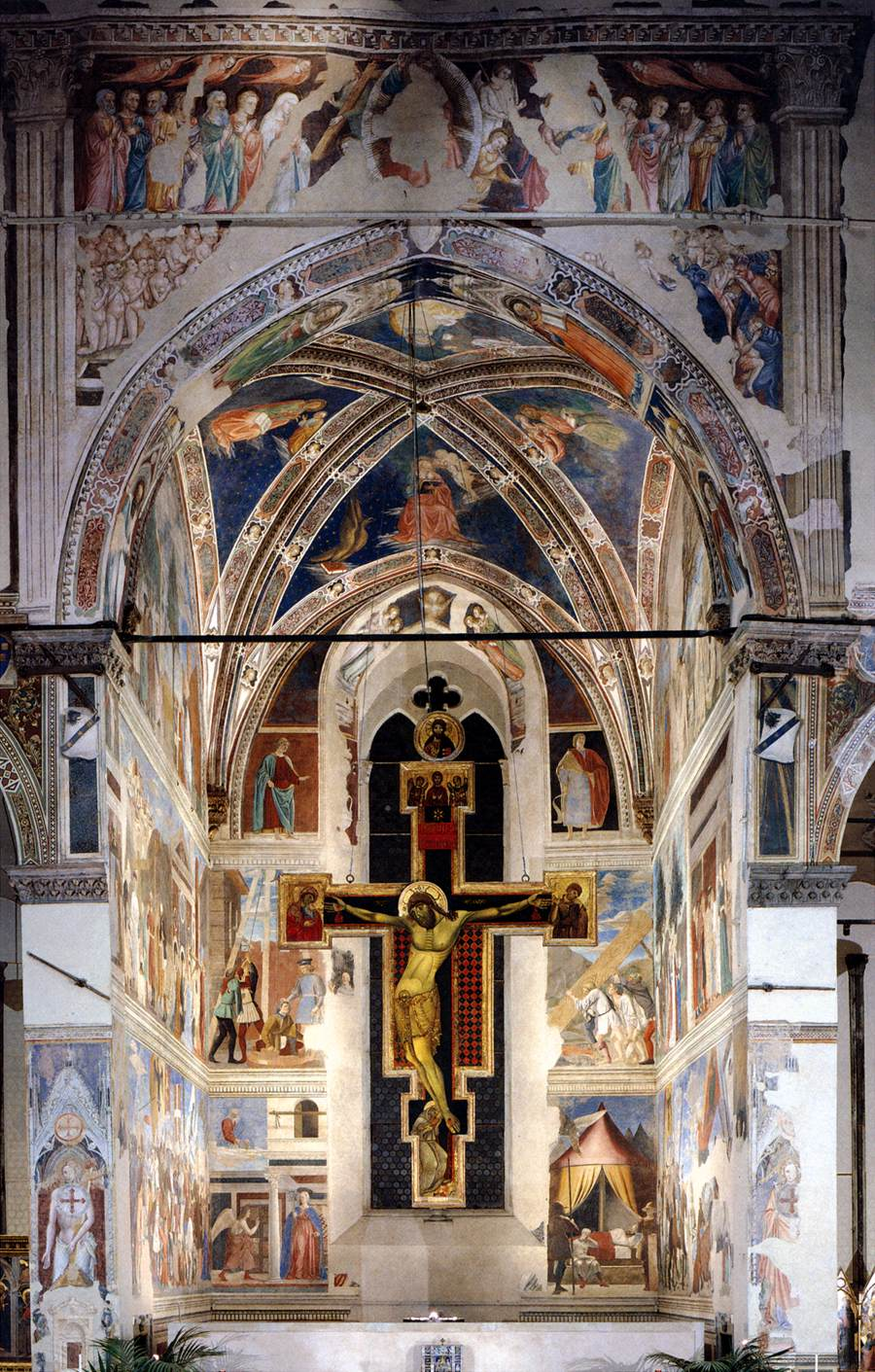
Fresken in der Hauptchorkapelle

San Francesco, die bedeutendste Kirche der Stadt Arezzo, ist ein typisches Beispiel für eine schlichte Bettelordens-Kirche. Wesentlicher als die Architektur ist der Freskenzyklus Legende vom Wahren Kreuz von Piero della Francesca aus dem 15. Jahrhundert, der den Ruhm dieser Kirche begründet. 1955 erhielt sie den Rang einer Basilica minor.

## Baugeschichte

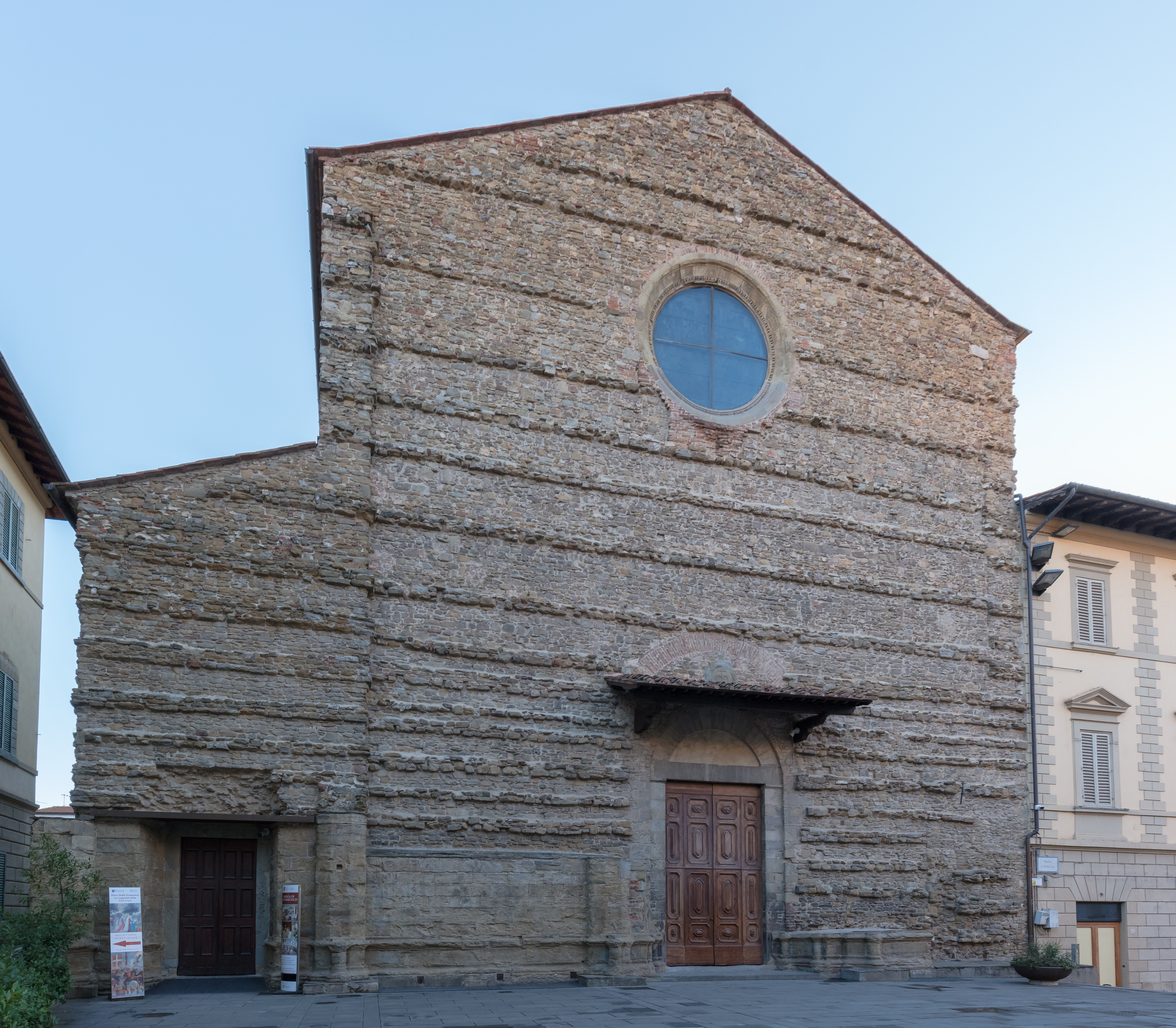
Außenbau mit Oculus

Noch zu Lebzeiten des Franz von Assisi hatten die Franziskaner am „Sonnenhügel“ (Poggio del Sole) südwestlich der Stadt ein erstes Gotteshaus mit Konvent errichtet. Der heutige Bau innerhalb der Stadtmauern, der auf Pläne von Fra Giovanni da Pistoia zurückgeht, wurde 1318 begonnen und 1377 vollendet. Zerstörungen durch Söldnertruppen hatten es notwendig gemacht, den Ursprungsbau abzutragen und an anderer Stelle neu zu errichten. Darum hatte die Stadt Arezzo in einem Beschluss von 1290 die Franziskanerbrüder gebeten.
Der Campanile ist eine Zutat der Zeit um 1600.

## Architektur
Die Fassade des schlichten gotischen Backstein-Baus ist wegen Geldmangel unvollendet geblieben. Einziges Gliederungselement ist ein Oculus von Guglielmo de Marcillat über dem Portal.
Die einschiffige Saalkirche ist nur in den drei Chorkapellen gewölbt und hat im Langhaus einen offenen Dachstuhl.
Die dreischiffige Unterkirche wird heute zu Ausstellungszwecken genutzt.

## Die Fresken von Piero della Francesca
In der Hauptchorkapelle hat Piero della Francesca von 1453 bis mindestens 1459, möglicherweise bis 1466, einen zehnteiligen Freskenzyklus Die Legende vom Wahren Kreuz geschaffen. Er stellt die Geschichte vom Kreuz Christi nach der Legenda aurea des Jacobus de Voragine dar, die mit dem Tod Adams beginnt und bis zum Triumphzug des Herakleios nach Jerusalem im Jahr 628 erzählt wird.

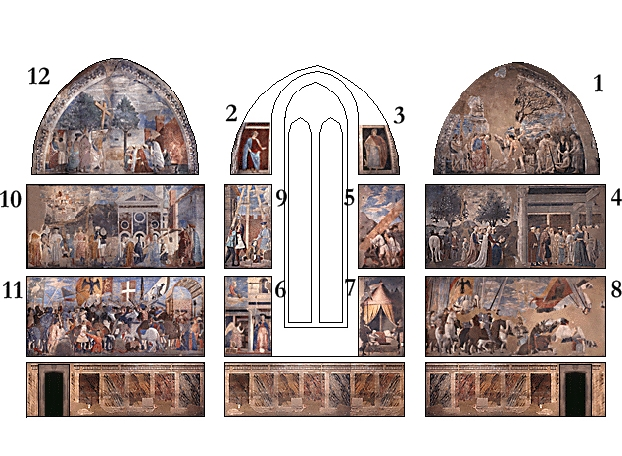
Anordnung der Fresken, die Nummerierung bezieht sich auf die unten stehende Tabelle

Auftraggeber war die in Arezzo lebende Familie Bacci, die das Patrozinium über diese Kapelle innehielt. Sie hatte sich mit dem Wunsch nach einem Freskengemälde zunächst an Bicci di Lorenzo gewandt, der jedoch 1452 starb. Piero della Francesca, der zunächst „notgedrungen“ eingesprungen war, übertraf indes die Erwartungen der Auftraggeber und gestaltete ein Werk, das zu den Hauptwerken der italienischen Frührenaissance zählt.
1954 sah der Komponist Bohuslav Martinů die Fresken in Arezzo. In Erinnerung daran schrieb er ein Jahr später ein sinfonisches Orchesterwerk hierzu. Es wird seitdem zu den Hauptwerken seines Schaffens gezählt.

### Ikonografie
In der franziskanischen Ikonographie sind Kreuz und Kreuzigung von besonderer Bedeutung, weil dem Ordensgründer in einer Vision der Gekreuzigte erschienen war, die Mönche damals im Heiligen Land die Stätten der Kreuzauffindung betreuten und sich an der Propagierung der Kreuzzüge, zu denen Pius II. aufgerufen hatte, beteiligten.
Die ausgewählten Szenen der Kreuzlegende, verteilt auf die rechte Außenwand, die Stirnwand und die linke Außenwand der Kapelle, sind, beginnend in der Lünette rechts oben, nicht in der im Folgenden beschriebenen chronologischen Reihenfolge dargestellt. Stattdessen sind die Bilder, wie auf der nebenstehenden schematischen Abbildung verdeutlicht, im architektonischen Raum thematisch aufeinander bezogen zu lesen: In der unteren Bildreihe erscheinen die Schlachten, in der oberen die höfischen Szenen. In den Lünetten stehen sich biblischer Anfang und historisch belegtes Ende der Kreuzeslegende gegenüber: Rechts Adam und Eva, links das Volk von Jerusalem beim Triumphzug des Herakleios. In der Stirnwand-Lünette wird der zehnteilige Freskenzyklus durch die Darstellung der Propheten Jeremia und Isaias abgerundet.
| Abbildung | Chronologie | Titel                                                                                        | Anmerkung |
| --------- | ----------- | -------------------------------------------------------------------------------------------- | --- |
|           | 01          | Der Tod Adams                                                                                | Der sterbende Adam schickt seinen Sohn Seth zum Paradiestor, wo er vom Erzengel Michael einen Zweig vom Baum der Erkenntnis erhält, den er Adam in den Mund pflanzt. Das Fresko ist 390 × 747 cm groß. |
|           | 02          | Isaias                                                                                       | |
|           | 03          | Jeremia                                                                                      | |
|           | 04          | Die Königin von Saba kniet vor der Brücke über den Fluss Siloe und die Begegnung mit Salomon | Die Königin von Saba betet das heilige Holz an auf dem Weg zu König Salomon, dem sie den Kreuzestod eines kommenden Erlösers prophezeit. Das Fresko ist 336 × 747 cm groß. |
|           | 05          | Die Anbetung des Heiligen Holzes                                                             | Salomon lässt das Holz vergraben, das später vom Wasser wieder freigespült wird. |
|           | 06          | Mariä Verkündigung                                                                           | |
|           | 07          | Der Traum Konstantins                                                                        | Dem Kaiser Konstantin dem Großen erscheint im Traum das Kreuz mit den Worten in hoc signo vinces. Das Fresko ist 329 × 190 cm groß. |
|           | 08          | Der Sieg Konstantins über Maxentius                                                          | Schlacht an der Milvischen Brücke: Kaiser Konstantin besiegt Maxentius am 28. Oktober 312 |
|           | 09          | Die Folter des Juden                                                                         | Kaiser Konstantin tritt zum Christentum über und schickt seine Mutter Helena nach Jerusalem, um das vergrabene Kreuz zu suchen. Der Levit Judas verrät unter Druck die richtige Stelle auf dem Berg Golgatha. |
|           | 10          | Die Auffindung und Prüfung des Wahren Kreuzes                                                | Die drei Kreuze von Christus und den beiden Verbrechern werden auf Golgatha ausgegraben. Das richtige Kreuz kann daran identifiziert werden, dass es einen Toten zum Leben erweckt (mutmaßlich 324; am 14. September feiert die katholische und orthodoxe Kirche das Fest der Kreuzerhöhung). Das Fresko ist 356 × 747 cm groß. |
|           | 11          | Die Schlacht zwischen Heraklius und Chosroes                                                 | Helena lässt das Kreuz nach Jerusalem bringen. 300 Jahre später raubt es der Perserkönig Chosrau II., der 627 von Kaiser Herakleios besiegt wird. Das Fresko ist 329 × 747 cm groß. |
|           | 12          | Die Verherrlichung des Kreuzes                                                               | Triumphzug des Herakleios am 21. März 628 nach Jerusalem: Die Stadttore öffnen sich, und das Volk von Jerusalem betet das Kreuz an. Es ist die abschließende Szene der Kreuzeslegende. Die Figur des anbetenden Kaisers ging vollständig verloren. Die oströmischen Höflinge tragen zylinderförmige, griechische Kopfbedeckungen. Piero hatte solche Hüte möglicherweise 1439 anlässlich des sog. „Konzils der Griechen“ in Florenz gesehen. Von deren exotischer Eleganz schrieben alte florentinische Chronisten der damaligen Zeit. Das Fresko ist 390 × 747 cm groß. |

### Stil
Piero della Francescas Kunst steht in der Tradition der italienischen Frührenaissance, deren Grundlagen u. a. Fra Angelico, Masaccio, Paolo Uccello und insbesondere Domenico Veneziano, in dessen florentiner Werkstatt der junge Piero della Francesca tätig war, gelegt hatten.
Seine Bilder sind mit großer Klarheit aufgebaut, verhaltener Beweglichkeit (selbst in den Schlachtszenen) und mit ruhigen, einfachen Formen in festen, geschlossenen Umrissen gestaltet. Pieros Eigenart ist es, in den Gesichtern seiner Gestalten kaum Gefühlsregungen sichtbar zu machen. Das Mienenspiel bleibt fast immer still und konzentriert. Der Blick trifft nie den Betrachter. André Malraux nannte Piero daher den „Erfinder der Gleichgültigkeit“.
Die Beherrschung der Zentralperspektive gehörte um 1450–60, eine Generation nach Brunelleschis ersten perspektivisch gemalten Bildtafeln und Masaccios insoweit bahnbrechendem Dreifaltigkeits-Fresko in Florenz, bereits zum gesicherten Bestand des künstlerischen Handwerks. Piero della Francesca bemüht sich, anders als manche Florentiner Künstler der zweiten Generation, nicht mehr um zu stark vertiefende Raumkonstrukte, in denen die Figuren in den Hintergrund treten, sondern kehrt auch bei korrekter Anwendung der perspektivischen Gesetze zu einem flächigeren Bildaufbau zurück. Das Besondere an Piero della Francescas Stil liegt in dieser harmonischen Vereinigung von flächiger Bildbühne, in der Giotto nachklingt, und perspektivischer Raumdarstellung (gut nachvollziehbar beispielsweise in der Szene: „Begegnung der Königin von Saba mit König Salomon“ (1. Könige, 10)).
Diese Harmonie erreicht Piero della Francesca insbesondere durch seine Licht- und Farbbehandlung. Das natürliche Licht, das durch das Chorfenster einfällt, unterstützt diesen Effekt. Das Licht breitet sich in gleichmäßiger Wärme ohne scharfe Kontraste und Schattendarstellungen über den gesamten Freskenzyklus aus.
Im „Der Traum Konstantins“ gelingt Piero della Francesca eine der eher seltenen Nachtdarstellungen in der Renaissance, die Giorgio Vasari bereits bewunderte.
Während der Nutzung der Kirche als Soldatenlager 1799 waren die Fresken an mehreren Stellen schwer beschädigt worden. Außerdem gab es statische Probleme und solche, die aus Erdbeben resultierten. Die 1992 begonnene aufwändige Restaurierung war 1997 abgeschlossen.

## Übrige Ausstattung
- Das noch aus dem ersten Bau stammende Tafelkreuz über dem Hochaltar schuf der anonyme Maestro di San Francesco, der seinem Zeitgenossen Cimabue auch stilistisch nahestand. Hochaltar mit Kreuz

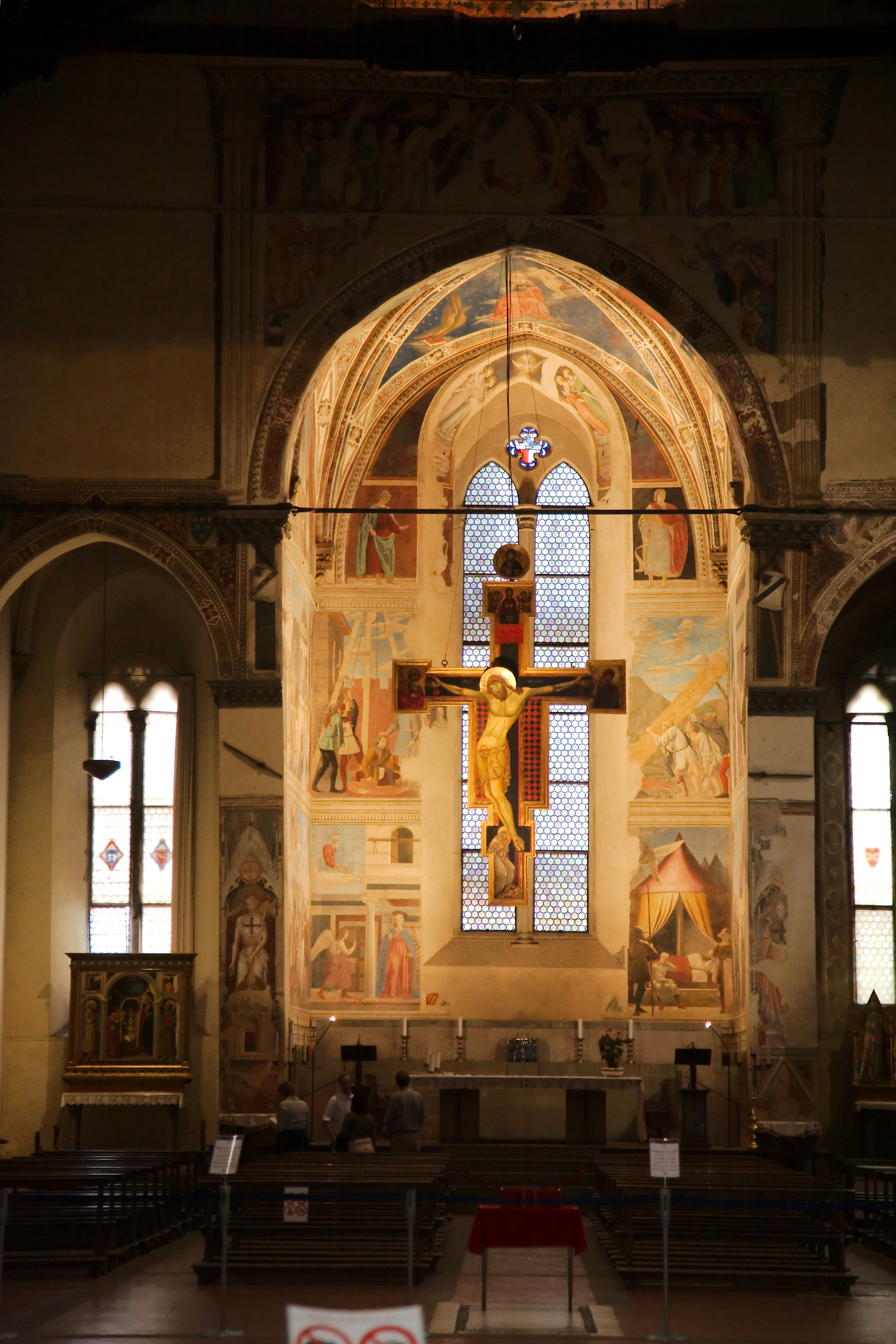
Hochaltar mit Kreuz

- Eine Verkündigung an der Seitenwand der linken Chorkapelle wird Luca Signorelli zugeschrieben.
- Fresken von Spinello Aretino (um 1390/1400) und seines Nachfolgers Lorentino d'Arezzo (2. Hälfte 15. Jh.) befinden sich an der Innenfassade und in den Seitenchorkapellen, u. a. Szenen aus dem Leben des Heiligen Bernhardin von Siena und Wunder des Heiligen Antonius von Padua.
- Grabmal für den Rechtsgelehrten Francesco Rosselli von Michele da Firenze (15. Jh.).

### Orgel
Die Orgel wurde 1969 von der Orgelbaufirma Costamagna erbaut. Das Instrument hat 15 Register auf zwei Manualwerken und Pedal. Die Spiel- und Registertrakturen sind elektrisch.
| I Grand'Organo C-c4 |    |
| Principale          | 8′ |
| Bordone             | 8′ |
| Voce umana          | 8′ |
| Ottava              | 4′ |
| Decimaquinta        | 2′ |
| Ripieno IV          |    |

| II Organo espressivo C-c4 |       |
| Bordone                   | 8′    |
| Viola                     | 8′    |
| Flauto                    | 4′    |
| Nazardo                   | 2 ⁄3′ |
| Flautino                  | 2′    |
| Tremolo                   |       |

| Pedale C-f1 |     |
| Subbasso    | 16′ |
| Bordone     | 8′  |
| Flauto      | 4′  |